# Saint-Jores
Saint-Jores foi uma comuna francesa na região administrativa da Normandia, no departamento Mancha. Estendia-se por uma área de 12,91 km². Em 2010 a comuna tinha 361 habitantes (densidade: 28 hab./km²).
Em 1 de janeiro de 2016, passou a formar parte da nova comuna de Montsenelle.